# Comet (Minneapolis)
Comet is een historisch merk van motorfietsen die werden geproduceerd door de Comet Mfg. Co. Inc, Minneapolis.
Van dit Amerikaanse bedrijf is niet meer bekend dan dat men rond 1930 250cc-zijklepscooters maakte. 
Andere merken met de naam Comet: Comet (België) - Comet (Bologna) - Comet (Londen) - Comet (Milwaukee).